# Роберт З'Дар
Роберт З'Дар (англ. Robert Z'Dar; 3 червня 1950 — 30 березня 2015) — американський актор з величезною нижньою щелепою, найвідоміший за роллю Метта Корделла з культового фільму жахів «Маніяк поліцейський» та його двох продовжень.

## Біографія
Роберт Джеймс Здарскі народився 3 червня 1950 року в Чикаго, штат Іллінойс. З'Дар має литовське походження. Вперше почав грати, коли пішов в Proviso West High School в Гіллсайді, штат Іллінойс. Після закінчення школи, у 1968 році, вступив до Державного університету Аризони, де здобув ступінь бакалавра образотворчих мистецтв. Був співаком, клавішником та гітаристом в чиказькій рок-групі «Nova Express», яка виступала на розігріві у таких груп, як «Jefferson Airplane», «The Who» і «The Electric Prunes». Після навчання Роберт повернувся в Чикаго, де якийсь час працював офіцером поліції.

## Кар'єра
Зрештою З'Дар вирушив до Голлівуду, штат Каліфорнія, щоб продовжити кар'єру актора. 1987 року З'Дар з'явився у фільмі «Кодове ім'я Зебра» режисера Джо Торнаторе про колишніх солдатів, яких сформували в міжнародний загін по боротьбі зі злочинністю.
Ім'я З'Дара стало впізнаваним після того, як він зіграв Метта Корделла у фільмі «Маніяк поліцейський» 1988 року. Фільм оповідає про маніяка в уніформі нью-йоркського поліціянта, який по-звірячому вбиває людей. З'Дар також знявся в обох продовженнях «Маніяк поліцейський 2» (1990) та «Маніяк поліцейський 3» (1993). Можливо саме гра в Маніяці-поліцейському привела З'Дара на роль у фільмі «Танго і Кеш» 1989 року, де також знімалися такі зірки як Сильвестр Сталлоне і Курт Расселл.

## Фільмографія
| Рік  |    | Українська назва                            | Оригінальна назва                         | Роль                  |
| ---- | -- | ------------------------------------------- | ----------------------------------------- | --------------------- |
| 1985 | ф  | Пекельна діра                               | Hellhole                                  | Бред                  |
| 1985 | ф  |                                             | Hot Chili                                 | Бруно                 |
| 1985 | с  | Детективне агентство «Місячне сяйво»        | Moonlighting                              | охорона               |
| 1985 | ф  | Плоть і кулі                                | Flesh and Bullets                         | Ден                   |
| 1987 | ф  | Нічний мисливець                            | The Night Stalker                         | Чак Соммерс           |
| 1987 | ф  | Черрі-2000                                  | Cherry 2000                               | Чет                   |
| 1987 | ф  | Кодове ім'я: Зебра                          | Code Name: Zebra                          | Шигару                |
| 1988 | ф  | Маніяк-поліцейський                         | Maniac Cop                                | Метт Корделл          |
| 1988 | ф  | Убивчі ігри                                 | The Killing Game                          | Антоніо               |
| 1988 | ф  | Гротеск                                     | Grotesque                                 | Ерік                  |
| 1988 | ф  |                                             | Fresh Kill                                | Мені                  |
| 1988 | ф  | Вівтар зла                                  | Evil Altar                                | шериф О'Коннелл       |
| 1988 | ф  | Місто в глухому куті                        | Dead End City                             | Максимум              |
| 1989 | с  | Проблеми зростання                          | Growing Pains                             | Кліфф                 |
| 1989 | ф  | Навчені вбивати                             | Trained to Kill                           | Волтер Мажик          |
| 1989 | ф  | Танго і Кеш                                 | Tango & Cash                              | Особа                 |
| 1990 | ф  | Маніяк-поліцейський 2                       | Maniac Cop 2                              | Метт Корделл          |
| 1990 | ф  | Мій новий напарник                          | A Gnome Named Gnorm                       | Реджі                 |
| 1990 | ф  | Збирач душ                                  | Soultaker                                 | Ангел смерті          |
| 1990 | ф  | Останній наказ                              | The Final Sanction                        | сержант Сергі Шваков  |
| 1990 | ф  | Убивство американського стилю               | Killing American Style                    | Тоні Стоун            |
| 1990 | ф  | Битва драконів                              | Dragonfight                               | Лочабер               |
| 1991 | ф  | Повелитель звірів 2: Крізь портал часу      | Beastmaster 2: Through the Portal of Time | Завік                 |
| 1991 | ф  | Гангстери                                   | Mobsters                                  | Рокко                 |
| 1991 | ф  | Поліцейський-самурай                        | Samurai Cop                               | Ямасита               |
| 1991 | с  | Флеш                                        | The Flash                                 | Боді Нафф             |
| 1991 | в  | Убивча грань                                | The Killers Edge                          | Міллер                |
| 1991 | в  |                                             | The Big Sweat                             | Трудоу                |
| 1991 | в  | Прихований вогонь                           | Quiet Fire                                | Руссо                 |
| 1992 | в  | Божественний захисник                       | The Divine Enforcer                       | Каїн                  |
| 1992 | ф  | Легенда вовчої гори                         | The Legend of Wolf Mountain               | Джоко Художник        |
| 1992 | ф  | Викликаний                                  | The Summoned                              | Волш                  |
| 1992 | ф  | Тінь дракона                                | Shadow of the Dragon                      | капітан Вашингтон     |
| 1992 | ф  | Жаб'яче місто 2                             | Frogtown II                               | Сем Гелл              |
| 1993 | тф | Позначений для вбивства                     | Marked for Murder                         | засуджений байкер     |
| 1993 | ф  | Маніяк-поліцейський 3                       | Maniac Cop 3: Badge of Silence            | Метт Корделл          |
| 1993 | ф  | У момент пристрасті                         | In a Moment of Passion                    | Фріц Брумбекер        |
| 1993 | ф  | Дикий кактус                                | Wild Cactus                               | офіцер Грейді         |
| 1993 | ф  | Ті, що йдуть поза часом                     | Marching Out of Time                      | Мук                   |
| 1993 | ф  | Шоу починається                             | It's Showtime                             | Джек                  |
| 1994 | ф  | Нічне королівство                           | Night Realm                               | лорд Джонквіт         |
| 1994 | ф  |                                             | Ill Met by Moonlight                      | Тесей                 |
| 1994 | в  | Подвійний вибух                             | Double Blast                              | Мангуст               |
| 1994 | в  | Операція «Мозаїка»                          | The Mosaic Project                        | Гаррі                 |
| 1995 | в  |                                             | Naturally Bad                             | Джейкобі              |
| 1995 | в  | Професійна афера                            | Professional Affair                       | Серано                |
| 1995 | в  | Червона лінія                               | Red Line                                  | Джин                  |
| 1995 | ф  |                                             | Run Like Hell                             | начальник             |
| 1995 | ф  | Бій на рівних                               | Equal Impact                              | Рей Тобін             |
| 1995 | ф  | Повернення в кривавий ринг                  | Enter the Blood Ring                      | бос мафії             |
| 1995 | ф  | Напрямок — Лас-Вегас                        | Destination Vegas                         | убивця поліцейський   |
| 1996 | ф  | Самотній тигр                               | Lone Tiger                                | тренер Кінг           |
| 1996 | тф | В бігах: Невинна мішень                     | Fugitive X: Innocent Target               | Брутіс                |
| 1996 | ф  | Бурхливі ночі                               | Stormy Nights                             | Алан                  |
| 1996 | ф  |                                             | Shotgun Boulevard                         | Гангстер              |
| 1996 | ф  | Небезпечний вантаж                          | Dangerous Cargo                           | Ігор                  |
| 1996 | ф  | Китайський квартал в Америці                | American Chinatown                        | Ерік                  |
| 1996 | с  | Всесильна рукавичка                         | Cyberkidz                                 | Зейс                  |
| 1997 | ф  | Тотальна сила                               | Total Force                               | суб'єкт тесту         |
| 1997 | ф  | Голлівудські копи                           | Hollywood Cops                            | сержант Дітер         |
| 1997 | в  | Війна майбутнього                           | Future War                                | Кіборг Майстер        |
| 1997 | в  |                                             | Guns of El Chupacabra                     | Z-Man                 |
| 1997 | в  | Кишенькові ніндзя                           | Pocket Ninjas                             | Кобра Хан             |
| 1998 | в  | Смертельний обмін                           | Deadly Currency                           | Моз                   |
| 1998 | в  |                                             | Guns of El Chupacabra II: The Unseen      | Z-Man                 |
| 1998 | в  |                                             | Crimes of the Chupacabra                  | Z-Man                 |
| 1998 | ф  |                                             | Decay                                     | Турк                  |
| 1998 | ф  | Фатальна погоня                             | Fatal Pursuit                             | Франко                |
| 1998 | ф  | Порт                                        | The Waterfront                            | Турк                  |
| 1998 | ф  |                                             | No Rest for the Wicked                    | Діно                  |
| 1999 | ф  | Придурки на колесах                         | Tyrone                                    | Дупомордий            |
| 2000 | с  | Поза віри: правда чи вигадка                | Beyond Belief: Fact or Fiction            | Джейк / працівник     |
| 2000 | ф  | Злодій і стриптизерка                       | The Thief & the Stripper                  | Ральф                 |
| 2002 | ф  | Транс                                       | Trance                                    | Бонго                 |
| 2002 | ф  |                                             | Mob Daze                                  | Боббі                 |
| 2002 | ф  | Смертельні спогади                          | Body Shop                                 | власник магазину      |
| 2002 | в  | Коли впадуть небеса                         | When Heaven Comes Down                    | Дойл Макгінті         |
| 2003 | в  | Страшні казки: Повернення містера Лонгфелло | Scary Tales: The Return of Mr. Longfellow | офіцер Корделл        |
| 2003 | в  | Рок-н-рол копи 2: Пригоди починаються       | Rock n' Roll Cops 2: The Adventure Begins | Дітер                 |
| 2003 | в  | Зомбігеддон                                 | Zombiegeddon                              | детектив Боббі Ромеро |
| 2004 | ф  |                                             | Vampire Blvd.                             | Франкенблейд          |
| 2004 | ф  |                                             | The Rockville Slayer                      | Чоловік               |
| 2005 | ф  | Стікаючи кров'ю                             | Drawing Blood                             | Джеймс Бернс          |
| 2005 | в  | Супер Пекло                                 | Super Hell                                | Бабуся Боб            |
| 2006 | ф  | Голоси з могил                              | Voices from the Graves                    | Альберт Грейвс        |
| 2006 | в  |                                             | Spaced Out                                | Смайлі                |
| 2007 | в  |                                             | Yin Yang Insane                           | Гангстер              |
| 2008 | в  |                                             | Deeflowered                               | детектив Чавес        |
| 2009 | ф  |                                             | Untitled Horror Comedy                    | Каллахан              |
| 2009 | ф  |                                             | La Femme Vampir                           | Карл                  |
| 2009 | ф  | Крах                                        | Meltdown                                  | Божевільний Едді      |
| 2009 | в  |                                             | Blood, Bullets and Babes                  | Джейкобі              |
| 2010 | в  |                                             | La Femme Vampir Volume 2                  | Карл                  |
| 2010 | ф  | Право на постріл                            | The Waiter                                | Лестер Малек          |
| 2010 | ф  | Після смерті                                | Post-Mortem                               | Кемерон               |
| 2010 | ф  | Робоча назва                                | Not Another B Movie                       | актор 2               |
| 2011 | ф  | Дівчина                                     | The Girl                                  | офіцер Бен Майнор     |
| 2012 | ф  | Розбійник-убивця                            | Rogue Assassin                            | Лестер Малек          |
| 2012 | ф  | Гірська мафія                               | Mountain Mafia                            | шериф Дюма            |
| 2012 | ф  |                                             | The Voices from Beyond                    | Альберт Грейвс        |
| 2012 | ф  |                                             | Death from Above                          | Бронсон               |
| 2012 | в  |                                             | Little Creeps                             | Професор Корделл      |
| 2013 | с  |                                             | Mike and Corey in LaLa Land               | Дядя Роберт           |
| 2014 | в  | Супер Пекло 3                               | Super Hell 3: Dreams of Horror            | Бабуся Боб            |
| 2014 | ф  | Монстри на головній вулиці                  | Monsters on Main Street                   | Гарві Сет             |
| 2014 | ф  | Рок-н-рол копи лайт                         | Rock n' Roll Cops Lite                    | Дітер                 |
| 2014 | ф  |                                             | Easter Sunday                             | шериф Аркін           |
| 2014 | ф  |                                             | Precious Mettle                           | Роджер Глісон         |
| 2015 | ф  | Історія крові                               | A Blood Story                             | Джеррі Щелепи         |